# 小行星9072
小行星9072（英語：9072）是一颗围绕太阳公转的小行星。1993年9月12日，PCAS在帕洛马山发现了此天体。
这颗小行星的绝对星等为14.69597318095354等。